# Carl Gustav Alexander Brischke
Carl Gustav Alexander Brischke  (* 17. Dezember 1814 in Danzig; † 24. Mai 1897 ebenda) war ein deutscher Entomologe, der sich mit Hautflüglern und Fluginsekten befasste, besonders mit Brackwespen und Schlupfwespen.
Brischke war Hauptlehrer in Danzig.
Seine Sammlung vor allem von Hautflüglern in Westpreußen und Schadinsekten ist auf das Naturkundemuseum Danzig, das Zoologische Museum Königsberg und die Universität Charkow verteilt.
Er gab das Hauptwerk des Königsberger Professors Ernst Gustav Zaddach Beobachtungen über die Arten der Blatt- und Holzwespen 1883/84 nach dessen Tod heraus. Er arbeitete viel mit Zaddach zusammen. Er veröffentlichte über Schlupfwespen, Schad- und Nutzinsekten, Gallenbildung und fossile Insekten aus dem Tertiär (baltischer Bernstein).

## Schriften
- Die Hymenopteren des Bernsteins, Schriften der Naturforschenden Gesellschaft in Danzig, (N.F.), 6, 1886, S. 278–279
- Die Ichneumoniden der Provinzen West- und Ostpreußens, Bericht des Westpreussischen Botanisch-Zoologischen Vereins, Band 1, 1878, Band 2, 1879, Band 3, 1880, S. 3, Band 4, 1881